# Yi, Baoding
Yi är ett härad i provinsen  Hebei i norra Kina. Det ligger omkring 98 kilometer sydväst om huvudstaden Peking och lyder under Baodings stad på prefekturnivå. Orten är mest känd för Västra Qinggravarna, som är belägna i häradet.
7 km sydost om Yi finns ruinerna efter Xiadu som etablerades som staten Yans sekundära huvudstad under De stridande staterna av Kung Zhao av Yan ((r. 311-279 f.Kr.).